# Yatesula
Yatesula — рід грибів родини Chaetothyriaceae. Назва вперше опублікована 1917 року.

## Класифікація
До роду Yatesula відносять 2 види:
- Yatesula calami
- Yatesula sabalidis